# 江戸町 (神戸市)
江戸町（えどまち）は兵庫県神戸市中央区の町名。郵便番号650-0033。住民基本台帳に基づく2014年10月31日現在の人口は168人、面積は0.02372936km2。

## 地理
旧居留地の東から3番目の筋にあたる。商業地域で事務所ビルが立ち並ぶ。
東は伊藤町、南は海岸通、西は京町、北は三宮町。
丁目には分かれず、居留地時代からの地番を他の町々と共用する。

## 歴史
元は神戸外国人居留地内の東西5本南北8本あった道路のうち東から3番目の幅8.1m、長さ397.2mの道路に1872年（明治5年）に付けられた名前。由来は「江戸」からで、他の道と同じく著名な地名から付けられた。
これが正式な町名となったのは1899年（明治32年）に居留地が返還された時である。
1901年（明治34年）から1918年（大正7年）までペルー領事館設置。1914年（大正3年）から1918年（大正7年）までデンマーク領事館設置、1929年（昭和4年）に再開設。1925年（大正14年）、播磨町から外人商業会議所が移転。1927年（昭和2年）、神戸大阪外国人商業会議所と改称。1929年（昭和4年）、海岸通一丁目に新築した神戸商工会議所内に移転。1933年（昭和8年）、スウェーデン領事館が前町から移転。後、京町へ移転。1934年（昭和9年）、前町・仲町（中央部の東西の通り）・北町（北から2番目の通り）・裏町（最北端の通り）の各一部を編入。
1965年（昭和40年）、第一回神戸市建築文化賞準賞を受賞する栄ビルが完工。市庁舎第3庁舎として使われる。

## 人口統計
総数 [戸数または世帯数：  、人口：  ]
| 1901年（明治34年） | 17戸 23人     |                     |
| 1920年（大正9年）  | 13世帯 48人   |                     |
| 1960年（昭和35年） | 13世帯 55人   |                     |
| 1988年（昭和63年） | 92世帯 164人  | 京町を含む          |
| 2005年（平成17年） | 113世帯 204人 | 男性93人、女性111人 |

## 施設
『角川日本地名大辞典』（1988年）によれば市会議事堂・市民生協会館・リクルート神戸ビル・兵庫クレジットビル・ストロングビル・江戸ビル・神戸銀行協会・高砂ビル・三共生興スカイビル・日本銀行神戸支店があるという。